# Hinojosa del Duque
Hinojosa del Duque là một thành phố tại tỉnh Córdoba, Tây Ban Nha. Theo điều tra dân số 2006 (INE), thành phố này có dân số là 7546 người.